# Мерріліт
Меріліт — кальцієво-фосфатний мінерал з хімічною формулою Ca9NaMg(PO4)7. Це безводний, багатий натрієм член групи мінералів меріліту.

## Етимологія та історія
Мерріліт названий на честь Джорджа П. Меррілла (1854—1929) зі Смітсонівського інституту. У 1915 році Меррілл описав мінерал із чотирьох метеоритів: Альфіанелло, Дхурмсала, Пултуск і Річ-Маунтін. Однак лише в 1975 році Міжнародна мінералогічна асоціація визнала його відмінним від вітлокіту .

## Мінеральні види, підгрупа та група
Меріліт — це окремий «вид мінералу», але він також дав назву набору подібних мінералів, які разом утворюють «підгрупу» мінералів меріліту. Підгрупа мериліту та підгрупа вітлокіту разом утворюють групу мінералів мериліту.
- Група меріліту[7]
  - Підгрупа меріліту
    - Феромеріліт
    - Кеплерит
    - Matyhite(інші мови)
    - Меріліт

  - Підгрупа вітлокіту
    - Гедегардит
    - Стронціохітлокіт
    - вітлокіт
    - Wopmayite(інші мови)

У вересні 2022 року було оголошено про відкриття ще одного мінералу групи мерилліту, Чан'езит-(Y), але, станом на вересень 2022, поки незрозуміло де цей новий мінерал знаходиться в ієрархії групи мериліту.